# Râul Scocul Stănuleților
Râul Scocul Stănuleților este un afluent al râului Scocul Albele. 

## Hărți
- Harta județului Hunedoara
- Harta Munților Retezat  Arhivat în 10 iulie 2012, la Wayback Machine.